# Falangistpartiet
Falangistpartiet, på spanska vanligtvis Falange Española, var ett nationalsyndikalistiskt politiskt parti i Spanien som bildades 1933 av José Antonio Primo de Rivera. Partiet blev efter sammanslagningar med en rad andra partier det statsbärande partiet i Spanien från inbördeskrigets slut till att det upplöstes år 1977. Dess officiella namn var från 1937 Falange Española Tradicionalista y de las Juntas de Ofensiva Nacional-Sindicalista. Efter andra världskriget kallades det bara Nationella rörelsen (spanska: Movimiento Nacional).

## Historia

### Bildande och sammanslagningar
Falangistpartiet grundades 1933 av José Antonio Primo de Rivera, vars far general Miguel Primo de Rivera med stöd av den spanske kungen styrt som militärdiktator åren 1923-1930 och tillämpat en kombination av konservatism och ekonomisk interventionism vilket var avgörande för rörelsens ideologi. Rivera den yngre valdes in i Cortes 1933 för Falangen och sammanslog följande år partiet med det ideologiskt likasinnade Juntas de Ofensiva Nacional-Sindicalista, vilket ändrade rörelsens namn till Spanska falangen av förbunden för nationalsyndikalistisk offensiv (spanska: Falange Española de las JONS). Detta parti skiljde sig från typiska konservativa partier i dess republikanism och kamp för de lägre klasserna men delade andra aspekter såsom den fanatiska antikommunismen. I det spanska parlamentsvalet 1936 erhöll man på nationell nivå knappt 0,07 %, med omkring 4-5 % i regionerna Valladolid och Cádiz. Partiet ställde sig bakom den nationalistiska sidan i det kort därefter utbrutna spanska inbördeskriget och dess medlemsantal ökade från några tusen till hundratusentals. När Primo de Rivera fängslades för förräderi tog Manuel Hedilla över partiledarskapet.

### Inbördeskriget
Efter Primo de Riveras avrättning i november 1936 bröt en konflikt om ledarskapet ut mellan Hedilla och legitimistas anförda av Agustín Aznar och Sancho Dávila y Fernández de Celis. I april 1937 utmanövrerades båda parter av general Francisco Franco som tvingade fram ännu en sammanslagning med de mer traditionellt konservativa carlisternas rojalistiska parti Comunión Tradicionalista. Detta resulterade i en utökning av Falangistpartiet till Falange Española Tradicionalista y de las JONS med Franco som obestridd ledare. Man förenade i uniformen falangisternas mörkblå skjorta och carlisternas röda basker. Upprorsmakarna, som fick avgörande stöd från Nazityskland och framför allt det fascistiska Italien, antog fascisthälsningen och partiets slagord bestämdes vara Por el Imperio hacia Dios ("Genom imperiet i riktning mot Gud").

## Ideologi
Partiet brukar betraktas som fascistiskt, men officiellt kallades dess ideologi nationalsyndikalistisk, en form av korporativism, där fackföreningarna avsågs organisera såväl arbetstagare som arbetsgivare. Partiet sade sig vilja gynna lantbrukarna i Kastilien. I det tidiga skedet hyste man antiklerikala och sekulära strömningar men utvecklades under Franco till ett kraftigt religiöst parti som samarbetade med Romersk-katolska kyrkan i Spanien. Ideologiskt hängav man sig till Spaniens andliga återhämtning.
Falangisterna förespråkade stolthet över Spaniens imperialistiska förflutna och ville införliva Gibraltar i Spanien. Liknande tankar hyste carlisterna, och både carlisterna och falangisterna som de sedan uppgick i visade tidvis intresse för att även införliva Portugal i Spanien. Partiet var även ideologiskt rasistiskt men inte lika fäst vid rashygien och rasblandning som exempelvis nazisterna. Vidare var falangisterna öppet antidemokratiska, antikommunistiska och antianarkistiska.
Partisymbol var kungamaktens "ok och pilar". Partiuniformen bestod i den blå skjortan, efter 1937 kompletterad med den carlistiska röda baskern. Partihymn var Cara al Sol och partiets flagga var röd, svart och röd.